# キム・ウンソン&キム・ソギョン
キム・ウンソン & キム・ソギョンは大韓民国で生まれ育った彫刻家の夫妻。挺対協（現:正義連）理事。キム・ウンソン（きむうんそん、朝: 김운성、金運成、英語: KIM Eun-Sung）は1964年春川市（チュンチョン）生まれ、キム・ソギョン（きむそぎょん、朝: 김서경、金龧炅、英語: KIM Seo-kyung）は、1965年ソウル生まれ。2人は中央（チュンアン）大学校の1984年度入学生として出会い、卒業後の1989年に結婚してからは、多くの彫刻作品を共作している。

## 概要

### キム・ソギョン（妻）
キム・ソギョンは、1984年に中央大学校彫塑科の第1期で入学し、1988年に卒業。学生時代から社会運動に熱心に取り組み、1980年代の民衆美術の作家として当時学生会長だったキム・ウンソンと活動を共にし、卒業後の1989年に夫キム・ウンソンと結婚。結婚後に始めた美術学院（私塾）を3年で閉じた後、キム・ソギョンが制作する作品は売れ、夫婦は1997年までは作品の販売だけで活動していた。
キム・ソギョンは大学時代から、社会活動的な作品を作っており、運動圏（市民主導の活動、対して政府主導の「制度圏」がある）の歌の本のイラストを描いており、また旧日本軍の慰安婦問題をテーマにした「少女の夢」という連作もある。在大韓民国日本国大使館前にある「平和の少女像」の基本構想やモデル制作はキム・ソギョンによって制作された。大学時代から社会的な作品を多く制作しているにもかかわらず、「平和の少女像だけが注目されて恥ずかしい」と語っている。

### キム・ウンソン（夫）
キム・ウンソンは、1984年に中央大学校彫塑科の第1期で入学し、1988年に卒業。在学中は学生会長を務めたが、学生闘争中の大学や社会情勢の中で、キム・ソギョンがその活動を「会長の下で熱心にサポートし」、2人は運動圏の民衆芸術作家として活動をはじめた。大学卒業後の1989年に妻キム・ソギョンと結婚。結婚後は生計を安定させるために夫婦で美術学院（私塾）を運営したが、美術や教育の現行の制度に疑問を持つようになり、自分たちのすることではないと3年間で終了した。少女像の制作において、キム・ウンソンは設置場所の交渉や社会的意義を広めるため広報活動などを担当している。キム・ウンソンは彫刻の他にも行為芸術（パフォーマンス・アート）、舞台監督など幅広い芸術活動を行なっている。

## 作風
東京新聞によるとキム・ウンソン&キム・ソギョンは、1960年代の韓国における民主化運動から生まれた「民衆美術（ミンジュン・アート）」の流れに位置する芸術家である。政治やアートでグローバル化が進む中、韓国の国立近代美術館ではキム・ウンソンとキム・ソギョンも参加した「民衆美術15年：1980-1994」展が1994年に開催されたが、一方で国立の美術館で展示が企画されることは、民衆運動として低迷しているとの見方もある 。

### プロパガンダ批判と肯定的評価
戦争画に代表されるような「プロパガンダ芸術」という言葉があるように、芸術はプロパガンダになりえるがプロパガンダ自体は芸術ではない。しかしながら2019年に愛知県で開催された国際展「あいちトリエンナーレ2019」で出品された慰安婦像は、日本においては与党の自民党の保守系議員でつくる「日本の尊厳と国益を護る会」や、経済評論家の池田信夫らから「韓国政府の政治的なプロパガンダ」と認知され、新世紀エヴァンゲリオンなどで知られるアニメーター貞本義行からは「キッタネー少女像＜中略＞現代アートに求められる面白さ！美しさ！驚き！心地よさ！知的刺激性が皆無で低俗なウンザリしかない」と批判され、日本国民から「大至急撤去しろや、さもなくば、うちらネットワーク民がガソリン携行缶持って館へおじゃますんで」と展覧会へ脅迫のファックスを送られるなど物議を醸した。
フランスのポストモダン哲学の思想が色濃い日本のコンテンポラリー・アート業界でもこのような「広いテーマ」を論じるような流れからか、あいちトリエンナーレ2019での平和の少女像を含む展覧会が右派の政治家や一般市民からの圧力による閉鎖後に、アーティストの加藤翼と毒山凡太朗から「サナトリウム」というニュートラルな対話の場所が2019年8月25日に設けられた。加藤らはサナトリウムを「アーティスト主導で公-パブリックに対し連帯を訴えかけていくためのプラットホーム」と定義し、8月25日の公開イベントに差別団体も受け入れた対話の場を開いている。キム・ウンソン&キム・ソギョンの制作した「平和の少女像」について、元Art Asia Pacific誌副編集長のアンドリュー・マークルは現代美術雑誌「frieze」web版にて、「平和の少女像を含む展示が閉鎖に追い込まれることによって日本の右派政治による単一の資本主義的な問題が呈され結果的に展覧会の強度が増している」と述べている。また元ジャーナリストのタチョ・ベネットがバルセロナに開館予定の「Freedom museum（自由の博物館）」に展示するために、アイ・ウェイウェイやデイビット・ウォジナロビッチらの作品と共に平和の少女像を購入している。キム・ウンソン&キム・ソギョンのような制作活動は、西洋圏での認知は「1970年代に出現したコンセプチュアルなプロセス・アートの様式に属し、なおかつ社会的相互行為（ソーシャル・インタラクション）なしに成立しないものであるソーシャリー・エンゲイジド・アートである」と主張されている。

## 政治的な像について
キム・ウンソンは正義記憶連帯（正義連・旧挺対協）の理事を務めている。代表作の「平和の少女像」は、100体近く作成、30億ウォン以上を売り上げたとの試算もある。
2016年時点の製作者夫婦へのインタビューで像は一体が売れるごとに3万ドル（約340万円）の収入が入り、合計90万ドルの収入があったと答えている。そのため、設置総数は50を越えた2017年時点で総額は約150万ドル（約1億7000万円）とみられている。また、キム・ウンソンは正義連の理事でもあり、慰安婦像の制作で得た収入を正義連に寄付している。公示によると、キム夫妻は18年には6870万ウォン（約600万円）の金品を正義連に寄付した。一方で、製作費が高額なために募金等で賄うことが出来ず、他の制作者に銅像の制作を依頼する者もいるが著作権侵害を主張されて中止や撤去されている。日本では指摘されてきた慰安婦像ビジネスとの批判に対して、キム夫妻はラジオでのインタビューで 「ビジネス」との批判は日本側の主張とし、原価が2000万ウォン以下の慰安婦像を3300万ウォンで販売しているとの批判に対しては、創作品と芸術品に対して単価と材料を計算して尋ねなければいけないのなら、すべての芸術家が問題になると反論した。

### 肯定的批評
日本を活動拠点とするドイツ出身の作家サンドラ・ヘフェリンは朝日新聞上で、ドイツでは平和の少女像は日本政府に対する政治的なプロパガンダではなく「戦争で性被害に遭う女性のシンボルとして認知されている」と主張している。
日本では造形作家の岡﨑乾二郎が、「死者との対話」という観点から古代ギリシャの油壷レキュトスと平和の少女像を比較し、「日常の時間と空間を超えた外へと、わたしたちを連れ出してくれる開かれた構造を構成している」と絶賛している。
ジャパンタイムズの美術ライターのジョン・L・チャン (John L. Tran)は彼らの芸術活動について「どちらのプロジェクトも、視覚芸術の観点からは革新的でも挑戦的でもないが、独自の論理を貫き、国家性から国家越境性へと移行することによって表現される知的で感情的な厳しさには敬意を表したい。」と評している。

### その他
韓国中部・大田市の市庁舎前の公園に不法に設置された徴用工像が地元の元議員からモデルは日本人の像であり歴史の歪曲だと主張された。夫婦は6000万ウォンの支払いを求めて提訴した。2021年地裁は「像は韓国の教科書で徴用工とされた無関係の日本人労働者に酷似しており元議員が日本人をモデルにした歴史を歪曲した像と信じるには相当な理由がある、製作者側のモデルが日本人でないとも証明が不十分である」と棄却された。
「あいちトリエンナーレ2019」の「表現の不自由展・その後」展に出品された平和の少女像は名古屋市長・河村たかしなどにより撤去を要請を受け、展示を止めることは忖度や検閲にあたるのではないかと大きな議論を呼んだ。一方、検閲された芸術作品を収集するスペインの実業家タチョ・ベネトはその事実から平和の少女像のコレクションを決め、バルセロナの「Museu de l’Art Prohibit（Museum of Forbidden Art＝禁止されたアートの美術館）」に収蔵された。2023年10月26日にオープンした美術館では、タニア・ブルゲラやアイ・ウェイウェイ、アンディ・ウォーホル、パブロ・ピカソらに並んでキム・ウンソン&キム・ソギョンの作品も展示された。

## 作品
- 1993年2月、MBCの政治ドラマ「第3共和国」のオープニングでミニチュアの彫刻作品群が使われている。なおテロップにはキム・ウンソンの名のみだがキム・ウンソン、キム・ソギョンの共作である[39]。
- 1994年、日清戦争につながる井邑市 古阜、緑豆(ノクト)記念館前庭、無名東学農民慰霊塔
- 中央大学校、李來昌（이내창）追悼モニュメント
- ソウル教育大学校、パク・ソニョン（박선영）追悼モニュメント
- 東ティモール派遣兵士記念碑
- ソウル、西大門刑務所、独立運動家記念モニュメント
- 2000年、民族詩人の蔡光錫（채광석）を讃える追悼モニュメント、安眠島、国立レクリエーション
- 2001年、民族詩人の朴鳳宇（박봉우）を讃える追悼モニュメント、臨津江（イムジンガン）駅
- 2009年、「電車と遅刻生」、ソウル歴史博物館 、息子のケボ（경보）と3人の共作[40]
- 2011年、「平和の少女像」、(水曜デモ1000回記念)設置-日本大使館正門の前
- 2012年、ミソン（미선）とヒョスン（효순）追悼モニュメント（議政府米軍装甲車女子中学生轢死事件）
- 2013年、ソウル市、城東区、韓国独立党党首、金九（김구）記念モニュメント
- 2013年、天安、歴史学者の李海南追悼モニュメント
- 2014年、ソウル、江西区、李氏朝鮮時代の医者、許浚（허준）像
- 2014年、華城市、梅松（メソン）小学校、韓国の独立運動家の趙文紀（조문기）記念モニュメント
- 2017年、チェジュ、江汀村[41]、ベトナムピエタ(ベトナム語名:最後の子守唄)銅像　韓国軍によるベトナム戦争の犠牲者への慰霊モニュメント[42]

### 企画展
- 「民衆美術15年：1980-1994」展（1994年）、国立現代美術館 (韓国)[43]